# Indice forêt météo
Pour les articles homonymes, voir IFM.
L'indice forêt météo (IFM) est une estimation du risque d'occurrence d'un feu de forêt calculé par plusieurs services météorologiques nationaux dont Météo-France et le Service météorologique du Canada. Il se base sur un modèle empirique canadien développé et utilisé au Canada dès 1976. Cet indice fait partie des services de la météorologie forestière.
Cet indice décrit un niveau de risque pour une région ou sous-région donnée, en fonction du contexte météorologique. Mais à échelle plus fine et locale, dans un massif reconnu vulnérable aux incendies, la vulnérabilité au feu présente, sauf exception, une forte variabilité spatiale, liée à la nature et la structure des peuplements, à l'exposition (au vent, au soleil), et à la capacité de réserve en eau du sol. Ils sont également à prendre en compte dans les stratégies de prévention.

## Description

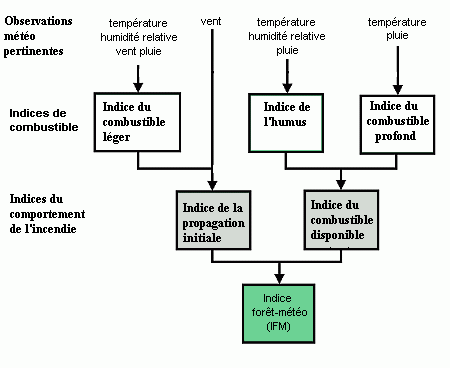
Diagramme des entrants et des étapes pour trouver l’IFM

L'indice forêt-météo est calculée à partir de cinq composantes qui tiennent compte des effets de la teneur en eau des combustibles et du vent sur le comportement des incendies. Les trois premières composantes sont des indices d'humidité des combustibles et les deux autres sont des indices de comportement du feu. 
Il existe trois sortes de combustibles : les combustibles légers comprennent les feuilles et autres matières organiques qui forment la litière supérieure de la forêt, l'humus comprend les matières organiques en décomposition de moyenne profondeur et finalement il y a le combustible profond très compact. On donne une valeur numérique à chacun de ces combustibles selon son degré de sécheresse. Les combustibles légers sont importants pour l'initiation du feu mais ce sont les deux autres qui permettent son développement. L'indice d'inflammabilité du combustible profond est particulièrement important car il varie lentement. Une fois le feu est démarré, il peut persister très longtemps si cette couche est très sèche.
Les composantes sur le comportement du feu sont : la propagation initiale, qui combine les effets du vent et de l'indice du combustible léger sur le taux de propagation, et la combustible disponible qui combine les apports de l'humus et des combustibles profonds.
L'indice forêt-météo calculé à partir de ces composantes est un nombre entier. En France, il est entre 0 et 20, 20 étant le risque maximal, alors qu'au Canada il peut dépasser 30. On utilise les informations suivantes qui permettent d'évaluer à la fois la sécheresse des combustibles et les conditions météorologiques :
- de l'humidité de l'air en début d'après-midi (c'est le moment où elle est la plus basse) ;
- de la température en milieu d'après-midi (c'est le moment où elle est la plus haute) ;
- des précipitations sur 24h (de midi à midi) ;
- de la vitesse maximale du vent moyen.

Ces données doivent être relevées de façon continue durant toute l’année, car le degré de sécheresse des couches profondes se bâtit sur de longues périodes.

## Utilisation

### France
L'indice est calculé pour 40 zones du territoire, dont trois sont dans les Landes (département abritant la plus grande forêt de France). Météo France transmet l'IFM aux autorités de sécurité civile, qui peut ainsi pré-positionner les moyens (dont les bombardiers d'eau) aux endroits les plus risqués. Le mode de calcul est révisé tous les ans afin de prendre en compte des nouvelles données,.
En croisant cet indice avec des facteurs de vulnérabilités liés au sols, topographie et exposition, on a produit « un indice composite représentatif des capacités de rétention en eau d'une station. L'indice final de sensibilité au feu, fruit du croisement des indices de sensibilité de végétation et de capacité de rétention en eau comporte 5 classes ». Bien qu'en zone méditerranéenne, le nombre de feu ait diminué alors que l'indice augmentait, à moyen terme (1983-2008) et pour les moyennes, il y a corrélation entre le nombre annuel de départs de feux et la moyenne annuelle de l'IFM : l’IFM moyen annuel a augmenté de 20 % alors que le nombre de départ de feu augmentait aussi de 20 % sur l'ensemble du territoire métropolitain. On ne mesure pour l'instant pas les variations locales de corrélation, mais « un ordre de grandeur à retenir en attendant est qu'une augmentation de la température moyenne sur le territoire de 1 °C accroit d'environ 20 % l'aléa départ de feux » Selon Météo-France et les simulations faites avec le modèle de prévision numérique du temps Arpege-Climat, l'aléa croît plus rapidement que le réchauffement climatique. Selon les modèles de Météo-France, 75 % de la France serait soumise à l'aléa entre 2051 et 2070 (selon les cartes de la page 48/190 du rapport de 2010 de la mission interministérielle Changement climatique et extension des zones sensibles aux feux de forêts )

### Canada
Chaque organisme provincial de lutte contre les incendies de forêt calcule l'indice pour les différentes régions qu'il contrôle. L'indice est utilisé dans un autre indice appelé « méthode de prévision du comportement des incendies de forêt » qui inclut également des données sur les types de combustibles et sur le terrain (altitude, pente et exposition) pour établir des prévisions de la vitesse de propagation, de la consommation de combustible et de l’intensité du feu.

### Nouvelle-Calédonie
Deux fois par jour et toute l'année, les valeurs de l'IFM sont calculées par Météo-France pour une vingtaine de stations représentatives du climat de la Nouvelle-Calédonie. Les données utilisées sont issus du réseau d'observation du Gouvernement de la Nouvelle-Calédonie et du modèle atmosphérique du Centre européen de prévision météorologique à moyen terme. Complétées par un commentaire du prévisionniste sur la situation météorologique, ces informations sont transmises à la direction de la sécurité civile du Haut-Commissariat de la République en Nouvelle-Calédonie  qui organise la lutte contre les feux de brousse.